# Halictus seladonius
Halictus seladonius là một loài Hymenoptera trong họ Halictidae. Loài này được Fabricius mô tả khoa học năm 1794.